# Ho voglia d'innamorarmi
Ho voglia d'innamorarmi è un brano musicale composto da Francesco Baccini ed inciso nel CD Nudo, ed è uno dei brani più famosi del cantautore genovese.
Il brano fa parte della colonna sonora del film di Gianfrancesco Lazotti, Dalla vita in poi.

## Storia e testo
ho voglia d'innamorarmi

di una donna, di un animale,

di una borsa di coccodrillo,

di uno straccio di ideale,

ho voglia d'innamorarmi di qualcosa che non c'è...

O.K. faccio il caffè
In questo disco Baccini si mette in discussione e percorre nuove strade musicali rispetto ai suoi precedenti lavori. 
Proprio in quell'anno Baccini aveva lasciato il lavoro di camallo (che era stato il lavoro di suo padre). 
In questo brano Baccini esprime il desiderio e la sua voglia di rimettersi in gioco, di ricercare nuove emozioni ed abbandonare un quotidiano monotono e tranquillo.
Il protagonista nella prima strofa descrive una situazione di totale normalità e tranquillità (tutto è tranquillo, troppo tranquillo senza grosse emozioni), poi nel ritornello dichiara la sua voglia di innamorarsi e di vivere emozioni forti e anche dolorose. 
Nella seconda strofa racconta il suo passato, la sua storia d'amore rimasta nei suoi sogni. Ma nel prosieguo della canzone si capisce che non vuole innamorarsi della stessa donna (ho voglia d'innamorarmi, anche se non ci sarai, sono sicuro sai), ma addirittura gli basterebbe anche innamorarsi di un animale, di uno straccio d'ideale, o forse di qualcosa che non esiste... e per il momento si accontenta di un caffè.